# Medalles del Cercle d'Escriptors Cinematogràfics de 2010
La cerimònia de lliurament de les medalles del Cercle d'Escriptors Cinematogràfics de 2010 va tenir lloc l'1 de febrer de 2011 al Cine Palafox de Madrid i fou presentada pels actors Miriam Giovanelli i Rubén Ochandiano. Va comptar amb el patrocini de la Comunitat de Madrid, l'EGEDA i TVE.
Els premis tenien per finalitat distingir als professionals del cinema espanyol i estranger pel seu treball durant l'any 2010. Es van concedir un total de 16 premis. Es va concedir un premi homenatge a l'actor Tony Leblanc. La pel·lícula amb més guardons de la nit va ser También la lluvia d'Icíar Bollaín, que va guanyar sis medalles (millor pel·lícula, director, actor secundari, guió original, fotografia i música). Es va imposar a l'altra favorita, Vivir para siempre de Gustavo Ron, que només en va obtenir una (millor actriu).
Després del lliurament de medalles es va projectar en primícia la pel·lícula The Fighter (pel·lícula de 2010) de David O. Russell, en versió original.

## Pel·lícules candidates
| Pel·lícula                                     | Nominacions | Premis |
| ---------------------------------------------- | ----------- | ------ |
| También la lluvia                              | 8           | 6      |
| Vivir para siempre                             | 6           | 1      |
| Buried (Enterrat)                              | 5           | 1      |
| Biutiful                                       | 4           | 1      |
| Herois                                         | 4           | 1      |
| Lope                                           | 3           | 0      |
| Bon appétit                                    | 2           | 0      |
| Entrelobos                                     | 2           | 0      |
| Pa negre                                       | 2           | 0      |
| Planes para mañana                             | 2           | 1      |
| Balada triste de trompeta                      | 2           | 0      |
| Nacidas para sufrir                            | 1           | 1      |
| Els ulls de la Júlia                           | 1           | 0      |
| Todo lo que tú quieras                         | 1           | 0      |
| 18 comidas                                     | 1           | 0      |
| The Way                                        | 1           | 0      |
| El idioma imposible                            | 1           | 0      |
| Amador                                         | 1           | 0      |
| Bruc                                           | 1           | 0      |
| La última cima                                 | 1           | 1      |
| María y yo                                     | 1           | 0      |
| Bicicleta, cullera, poma                       | 1           | 0      |
| How much does your building weigh, Mr. Foster? | 1           | 0      |

## Premis per categoria
| Millor pel·lícula | Millor direcció |
| --- | --- |
| - También la lluvia - Buried (Enterrat) - Herois - Vivir para siempre - Biutiful | - Icíar Bollaín per También la lluvia - Rodrigo Cortés per Buried (Enterrat) - Gustavo Ron per Vivir para siempre - Alejandro González Iñárritu per Biutiful                                                             |
| Millor actor protagonista | Millor actriu protagonista |
| - Javier Bardem per Biutiful - Luis Tosar per También la lluvia - Unax Ugalde per Bon appétit - Alberto Ammann per Lope                                                                              | - Petra Martínez per Nacidas para sufrir - Belén Rueda per Els ulls de la Júlia - Magaly Solier per Amador - Leonor Watling per Lope                                                                                     |
| Millor actor secundari | Millor actriu secundària |
| - Karra Elejalde per También la lluvia - Celso Bugallo per Amador - Sancho Gracia per Entrelobos - José Luis Gómez per Todo lo que tú quieras - Àlex Brendemühl i Gubern per Herois                  | - Eva Santolaria per Herois - Laia Marull per Pa negre - Carmen Machi per Pájaros de papel - Esperanza Pedreño per 18 comidas                                                                                            |
| Millor guió original | Millor guió adaptat |
| - Paul Laverty per También la lluvia - Chris Sparling per Buried (Enterrat) - Albert Espinosa i Pau Freixas per Herois - Alejandro González Iñárritu, Armando Bó Jr i Nicolás Giacobone per Biutiful | - Gustavo Ron per Vivir para siempre - Agustí Villaronga per Pa negre - Michel Gaztambide i Rodrigo Rodero per El idioma imposible - Emilio Estevez per The Way                                                          |
| Premi revelació | Millor fotografia |
| - Juana Macías Alba per Planes para mañana - David Pinillos per Bon appétit - Manuel Ángel Camacho per Entrelobos - Aura Garrido per Planes para mañana                                              | - Álex Catalán per También la lluvia - Miguel Pérez Gilaberte per Vivir para siempre - Eduard Grau per Buried (Enterrat) - Juan Miguel Azpiroz per Bruc                                                                  |
| Millor música | Millor muntatge |
| - Alberto Iglesias per También la lluvia - Fernando Velázquez per Lope - Roque Baños per Balada triste de trompeta - Federico Jusid per El secreto de sus ojos                                       | - Rodrigo Cortés per Buried (Enterrat) - Ángel Hernández Zoido per También la lluvia - Juan Sánchez per Vivir para siempre - César Benito per Vivir para siempre                                                         |
| Millor pel·lícula estrangera | Millor documental |
| - Toy Story 3, de Lee Unkrich - El discurs del rei, de Tom Hooper - Origen, de Christopher Nolan - La xarxa social, de David Fincher                                                                 | - Juan Manuel Cotelo per La última cima - Félix Fernández de Castro per María y yo - Carles Bosch per Bicicleta, cullera, poma - Norberto López Amado i Carlos Carcas per How much does your building weigh, Mr. Foster? |
| Medalla d'honor | |
| Tony Leblanc | |
| Medalla a la labor periodística i literària | |
| Emilio Carlos García Fernández, historiador del cinema. | |